# Philautus ingeri
Philautus ingeri é uma espécie de anfíbio da família Rhacophoridae.
Pode ser encontrada nos seguintes países: Brunei, Malásia e possivelmente em Indonésia.
Os seus habitats naturais são: regiões subtropicais ou tropicais húmidas de alta altitude.
Está ameaçada por perda de habitat.